# کولوار ماند
کولوار ماند (استونیایی: Külvar Mand؛ زادهٔ ۲۹ مهٔ ۱۹۶۵) مختصص بیهوشی، سیاستمدار و نماینده سابق مجلس اهل استونی است.